# Cucullia verbasci
Cucullia verbasci je vrsta noćnog leptira iz porodice sovica (Noctuidae). Rasprostranjena je od severozapadne Afrike, širom Evrope do Centralne Azije.

### Biologija i ekologija vrste

#### Stanište i biljka hraniteljka[2][3]
S obzirom na veliki broj tipova staništa na kojem se vrsta sreće, od kojih su mnoga urbana, Cucullia verbasci se češće sreće u stadijumu gusenice nego u stadijumu adulta. Staništa su često otvorenog tipa, padine i proplanci, krečnjački, šljunkoviti i peskoviti tereni, livade, šumske čistine, osunčana i suva mesta, bašte i parkovi u kojima raste biljka hraniteljka iz roda Verbascum (divizma). U zavisnosti od dostupnosti i geografskog područja, Cucullia verbasci se hrani lišćem više vrsta iz ovog roda. U baštama širom Evrope postoje nalazi gusenica na letnjem jorgovanu (Buddleia davidii).

#### Opis razvojnih stadijuma[6]
Jaje su bledo-zelena, spljoštena i sa mnogobrojnim usecima.Polažu se pojedinačno na osnovu naličja lista biljke hraniteljke. Gusenicu dostižu veličinu oko 50mm. Integument mladih gusenica prekriven je papiloznim osnovama koje nose pojedinačne crne sete. Kako se gusenica razvija, zadobija svoj karakteristični obrazac koji čine bela, žuta i crna boja, a papilozne osnove seta bivaju spljoštene što čitavoj gusenici daje gladak izgled. Glavena kapsula markirana je po istom obrascu kao i integument. Intenzitet markacija podleže variranju, a moguće je i da gusenica izbledi neposredno pred ulutkavanje. Vreme izleganja iz jajeta zavisi od geografskog područja, pa se u umerenoj klimi to najčešće dešava u maju. Žive do kraja jula. Lutka je najduži razvojni stadijum, smeđe je boje, glatka, i veoma dobro zaštićena ulepljenom materijom poput ostataka lišća. Cucullia verbasci može ostati u stadijumu lutke po nekoliko sezona, dok svi spoljašnji uslovi ne budu zadovoljavajući.

#### Odrastanje[8]
Cucullia verbasci  ima jednu generaciju godišnje, a adulti lete uglavnom u aprilu i maju. Raspon krila je do 50mm. Privlači ih veštačko osvetljenje. Osnovna boja prednjih krila je smeđa, sa tamnijim obodom.
- gusenica pred ulutkavanje
- gusenica pred ulutkavanje
- Verbascum sp.